# Beretta GLX-160
GLX-160 — итальянский 40-мм подствольный гранатомёт для автоматической винтовки ARX-160.

## Описание
GLX-160 был разработан по заказу правительства Италии по программе "Soldato Futuro" в качестве аналога M203 с улучшенными характеристиками.
Представляет собой однозарядный модульный подствольный гранатомёт с нарезным стволом.
GLX-160 может быть как установлен на винтовку ARX-160 с использованием планки Пикатинни, так и использован в качестве самостоятельного оружия, при закреплении к нему соответствующих прицельного приспособления, пистолетной рукояти и плечевого упора.
Гранатомёт вместе с винтовкой производился для вооружённых сил Италии и на экспорт.

## В популярной культуре
Присутствует в фильмах:
- Отряд особого назначения
- Люси
- Терминатор: Тёмные судьбы
- Не время умирать

## Страны-эксплуатанты
- Италия